# 葛西和雄
葛西和雄（かさいかずお、1954年10月9日 - ）は、日本の俳優。身長169.5cm。

## 来歴
宮城県出身。宮城県塩釜高等学校卒業。1974年、秋田雨雀・土方与志記念青年劇場付属養成所卒業、同年入団。秋田雨雀・土方与志記念青年劇場所属。

## 舞台
- 「翼をください」 - ジェームス三木＝作・演出　（今岡一郎）
- 「唱歌元年―螢のひかり窓のゆき―」 - 島田九輔＝作　松波喬介＝演出　（飯沢修蔵）
- 「二階の女」 - 獅子文六＝原作　飯沢匡＝脚本　松波喬介＝演出　（山崎久弥）
- 「銃口―教師・北森竜太の青春―」 - 三浦綾子＝原作　布勢博一＝脚本　堀口始＝演出　（北森政太郎）
- 「尺には尺を」 - ウィリアム・シェイクスピア＝作　高瀬久男＝演出　（公爵ヴィンセンシオ）
- 「族譜」 - 梶山季之＝原作　ジェームス三木＝脚本・演出　（金北萬（金田北萬））
- 「青ひげ先生の聴診器」 - 高橋正圀＝作　松波喬介＝演出　（榊原大吉（青ひげ先生））
- 「普天間」 - 坂手洋二＝作　藤井ごう＝演出　（宮城昭利）
- 「みすてられた島」 - 中津留章仁＝作・演出　（春日昌平）
- 「羽衣House」 - 篠原久美子＝作　ふじたあさや＝演出　（矢野原融）
- 「動員挿話／骸骨の舞跳」 - 岸田國士＝作　秋田雨雀＝作　大谷賢治郎＝演出　（宇治少佐／在郷軍人／他）
- 「真珠の首飾り」 - ジェームス三木＝作　板倉哲＝演出　（サイラス・H・ピーク）
- 「雲ヲ掴ム」 - 中津留章仁＝作・演出　（西本光男）
- 「郡上の立百姓」 - こばやしひろし＝作　藤井ごう＝演出　（又左衛門）
- 「梅子とよっちゃん」 - 福山啓子＝作　瀬戸山美咲＝演出　（小山内薫）
- 「分岐点～ぼくらの黎明期」 - 中津留章仁＝作・演出　（滝沢史郎）
- 「宣伝」 - 高田保＝作　大谷賢治郎＝演出　（指揮官／班長／倉島）
- 「つながりのレシピ」 - 福山啓子＝作　関根信一＝演出　（橋本陽一）
- 「もう一人のヒト」 - 飯沢匡＝作　藤井ごう＝演出（香椎宮為永王）
- 「掟」 - 中津留章仁＝作・演出[1]

## テレビ
- 1985年 NHK連続テレビ小説『澪つくし』ジェームス三木＝脚本 竹田徳十 役
- 1987年 NHK大河ドラマ『独眼竜政宗』 内馬場右衛門 役
- 2000年 NHK大河ドラマ『葵 徳川三代』 有馬晴信 役
- 2001年 TBS『小さな橋を架ける』山田太一＝脚本 大山勝美＝演出

## 映画
- 2004年「草の乱」神山征二郎＝監督 板垣退助 役
- 2024年「掟」中津留章仁＝監督[2]